# Android One
Android One es un programa destinado a dispositivos móviles, que utilizan la versión AOSP del sistema operativo Android. 
Se trata de un estándar de software destinado a brindar una experiencia de usuario diseñada por Google quien también se encarga del marketing de algunos de estos dispositivos, sin embargo el diseño, desarrollo y actualizaciones de software de estos dispositivos recae en el fabricante
Android One se lanzó en 2014 y se centró inicialmente en dispositivos de gama baja para los mercados emergentes, más tarde evolucionó hasta convertirse en el principal programa de Google para dispositivos móviles. Mientras que Android Go cubriría los sectores de gama baja.
Los dispositivos Android One utilizan un sistema operativo Android AOSP, la versión estándar que Google desarrolla y que luego es utilizada como base por otros fabricantes. la cual es una versión pura del sistema operativo donde el fabricante puede realizar ligeras modificaciones sin afectar la experiencia “Pura”, por tanto, la interfaz gráfica de usuario entrega una experiencia limpia. Sin embargo las actualizaciones, parches de seguridad, distribución y el desarrollo siguen siendo responsabilidad del fabricante en cuestión.

## Historia
Android One fue lanzado por Sundar Pichai, jefe de producto y CEO designado de Google. La iniciativa fue creada pensando en el mercado Indio.
La primera generación de dispositivos Android One incorporaba procesadores quad-core MediaTek MT6582 Mobile System-on-Chip (Mobile SoC). Los primeros teléfonos Android One fueron lanzados en Pakistán, India, Bangladés, Nepal, Indonesia, Filipinas, Sri Lanka, Birmania y otros países asiáticos en 2014.
La segunda generación de Android One se lazó en Indonesia con las marcas Mito Impact, Evercoss One X, Nexian journey en febrero de 2015. QMobile lanzó posteriormente su dispositivo QMobile A1, en julio de 2015 en Pakistán. Android One fue lanzado en Nigeria en agosto de 2015 con el Infinix Hot 2 X510 (en versiones de 1 y 2 GB de RAM) convirtiéndose en el primer Android One en África, exportándose también a otros países como Egipto, Ghana, Costa de Marfil, Marruecos, Kenia, Camerún, Uganda, Emiratos Árabes Unidos, Pakistán e Indonesia.
En septiembre de 2015, el fabricante español BQ lanzó en España y Portugal el Aquaris A4.5 siendo el primer dispositivo Android One de segunda generación a la venta en Europa. Se trata de un teléfono dual SIM 4G y pantalla de 4,5 pulgadas y 540×960 píxels de resolución con acabado protector Dragontrail. El procesador es un MediaTek MT6735M de 1 GHz quad-core, estando a la venta con 1 o 2 GB de RAM. Incluye 16 GB de almacenamiento interno y una ranura de expansión para tarjeta micro-SD de hasta 64 GB. La cámara delantera es de 8 MP y la trasera de 5MP. La batería es de 2470 mAh. Inicialmente incorporaba Android versión 5.1.1. Posteriormente fue actualizado a Android 6.0. El fabricante BQ ha garantizado que el teléfono será actualizado a Android 7.0
En julio de 2016, Softbank fue el primer operador en introducir Android One en Japón con el Sharp 507SH.
El 5 de septiembre de 2017, Google y Xiaomi anunciaron conjuntamente el Xiaomi Mi A1 como el primer dispositivo de Xiaomi bajo el programa Android One, que brinda a los usuarios teléfonos inteligentes que funcionen con la versión sin modificar del sistema operativo Android, las últimas tecnologías de Google, una interfaz fácil de usar y actualizaciones regulares de seguridad y SO. El Mi A1 fue el primer dispositivo Android One que se lanzó a nivel mundial en más de treinta y seis mercados. Se vendió a través de varios distribuidores en línea y fuera de línea, incluyendo "Mi Homes" de Xiaomi con ventas de dispositivos concentrados en la India, Indonesia, Rusia y Taiwán.
En 2017 Motorola incluye al catálogo de Android One, a la cuarta generación de la línea Moto X, el Motorola Moto X4.
En febrero de 2018, HMD Global, el fabricante de teléfonos Nokia, anunció que la compañía se había unido al programa Android One.
El 27 de julio de 2018, en Madrid, se dio a conocer el segundo móvil de la marca Xiaomi con Android One instalado, el MI A2 y en agosto del mismo año Motorola presenta el Motorola One y One Power, ambos corriendo Android One en la versión 8.1 Oreo.

## Experiencia de usuario
Como se ha mencionado, Android One ofrece una versión de Android AOSP limpia, pero personalizada ligeramente por el fabricante del dispositivo. Por lo cual la experiencia Android One va a variar de fabricante a fabricante
En los dispositivos Xiaomi de su gama A enfocada a Android One, se puede encontrar algunas Apps de Xiaomi extraídas directamente de su capa de personalización MIUI como lo son la app de Camara, Mi Community entre otras. Los elementos del sistema usan el color de acento verde Teal directo de AOSP y la interfaz gráfica de usuario esta en su forma pura con esquinas redondeadas en 2DP
En cambio en los dispositivos lanzados por HMD quien licencia la marca Nokia y usan Android One en sus dispositivos, se caracterizan por incluir bordes redondeados en la interfaz gráfica de usuario así como un color de acento azul, de igual manera incluye apps como Nokia Community y un icono de ajustes perzonalizado y propio de Nokia

## Actualizaciones para Android One
Uno de los grandes atractivos de los dispositivos Android One es que disponen de actualizaciones del sistema operativo durante al menos 24 meses después del lanzamiento del teléfono y de 3 años para los parches de seguridad. De acuerdo con la página de soporte de Google, "todos los teléfonos Android One recibirán, al menos, una actualización de software importantes". 
Sin embargo esta política no significa que Google será responsable de programar y actualizar estos dispositivos, pues quien es el encargado directo de programar, ejecutar y llevar las nuevas versiones de Android y parches de seguridad a sus teléfonos inscritos en el programa son los fabricantes de estos.